# Complexo Solar Lapa

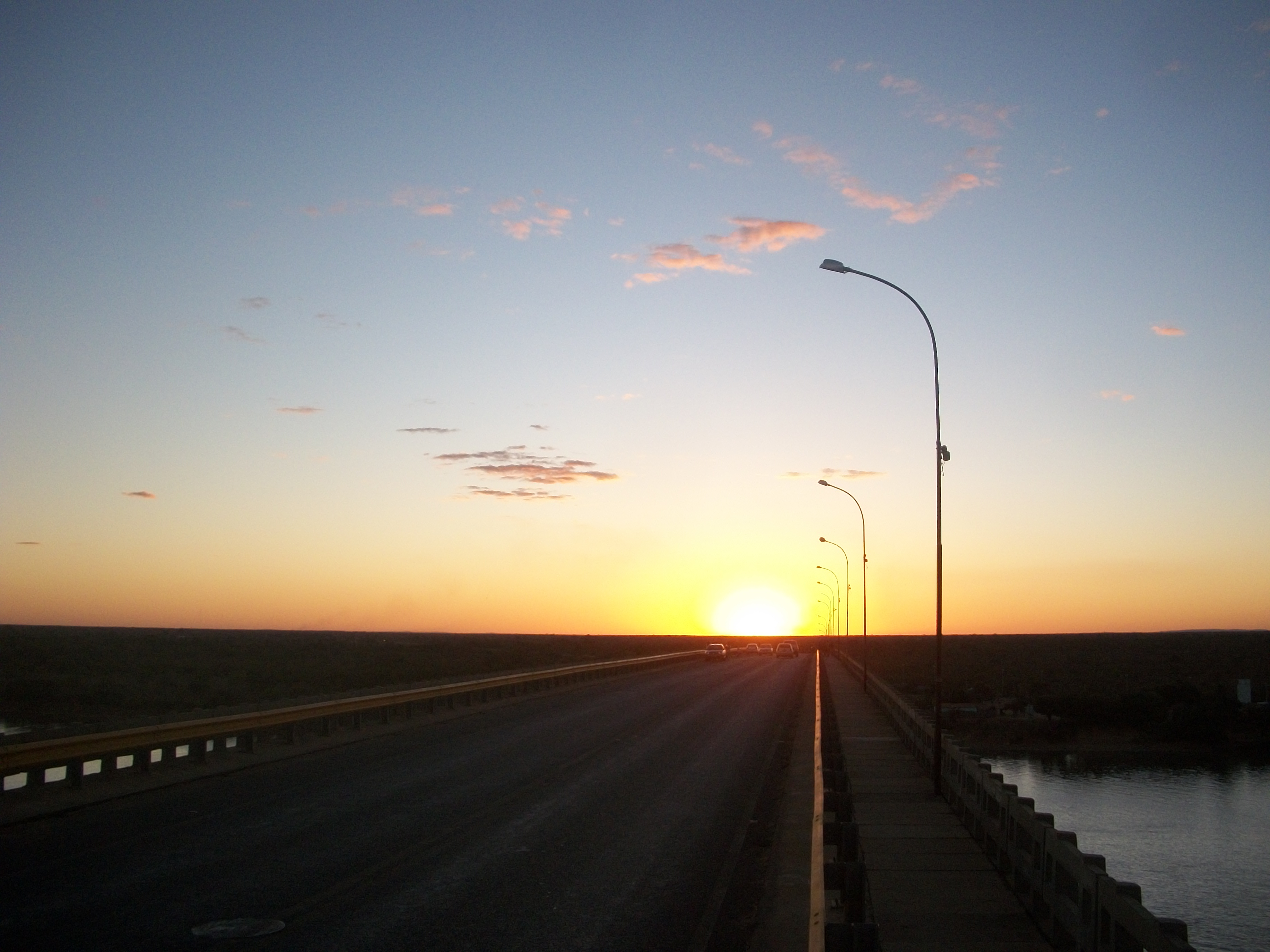
Por do sol na vista da ponte sobre o Rio são Francisco, em Bom Jesus da Lapa, na Bahia.

O Complexo Solar Lapa é um parque solar, composto pelas plantas Bom Jesus da Lapa, de 80 MW, e Lapa, com 78 MW, com capacidade total de 158 MW, localizado no município de Bom Jesus da Lapa, no interior da Bahia.

## Capacidade Energética
O complexo é composto pelos parques Bom Jesus da Lapa (80 MW) e Lapa (78 MW), aproveitando a alta incidência de radiação solar na região. O Complexo Lapa começou a gerar energia em maio de 2017, operando com sua capacidade total. A usina tem capacidade de gerar cerca de 340 GWh por ano, energia suficiente para atender às necessidades anuais de consumo de mais de 166 mil lares brasileiros.
Com a usina, é possível evitar a emissão de cerca de 198 mil toneladas de CO2 na atmosfera.

## Propriedade
Em Janeiro de 2019, a empresa chinesa CGN Energy International Holdings comprou integralmente os ativos do Complexo Solar Lapa da italiana Enel Green Power, em uma transação que também envolvia a compra de outra usina solar da Enel Green Power, Parque Solar Nova Olinda, no Piauí.
O Complexo Solar Lapa pertencia à empresa Enel Green Power, que estimou em R$ 630 milhões os investimentos na usina, com início do planejamento e construção em agosto de 2015.